# 連省自治
連省自治（れんしょうじち、繁体字：聯省自治 簡体字：联省自治）とは、中華民国初期に北京政府の政治家や地方軍閥実力者が提唱した政治改革案。

## 概要
1912年1月1日、孫文は臨時大総統宣言で、連省自治について、「国家の幅が広く、各省の風土がある。これまで清朝は、中央集権法の行使を強行し、憲法を蔑ろにした。今後各省は統一され、相互自治が行われ、行政は中央政府と省との調整に当たる。これは既に大綱の条文に掲げており、これが内治の統一である。」と主張した。
1919年、梁啓超が著書の「解放と改造」で「連省自治」を初めて提起した。彼は「1.旧態依然の議会政治を、中国には望ましくないと確信しているため、国民が法的に自治権を得なければならない。2.国家組織を全地方を基礎として、対外維持統一の必要な時点まで、中央集権を行う。3.地方自治を確信し、自動的に各省および各県各市の主張に基づき、法律制定を定め、国家はこれを承認しなければならない。」と主張を行った。
連省自治運動の活動家は熊希齢で、湖南都督譚延闓は、この学説に初めて反応し、熊希齢と深い関係を持った。1920年7月22日、譚延闓は「湖南省」、「民族自治」を打ち出し、「民政順応」として民政を「採民選省長制、以維湘局」を実施し、浙江省の盧永祥・陳炯明などから反応があった。章炳麟は10月に長沙に招待され、譚延闓の自治を督励するために直接策動を行った。譚延闓が11月2日に連省自治を提案し、「一省自治」より進歩した。章炳麟は11月9日、北京の「益世報」に「連省自治虚置政府議」を発表し、支持を表明した。1922年1月に「湖南省憲法」が発表されると、四川・貴州・貴州・広東・広西・浙江・奉天などの地方軍閥の反響を受けた。1922年9月、胡適も「省自治に基づいた連邦統一国家」を主張し、張東蘇、丁世澤、潘力山などが連邦制を支持した。
孫文は、連省自治が民主主義を推進できないとして「勢力均衡制度」「県単位の地方自治」を主張して連省自治に反対しており、連邦制は逆効果だと判断した。1922年夏、孫文は広東省韶関に北伐の拠点を築き、連合軍を組織して江西を攻撃、中国の行動を統一しようとした。広東省の陳炯明は「暫緩軍事」「先立省憲」を掲げて反発し、激しい衝突が起きた。1922年6月16日、陳炯明は孫文が広州に戻った隙に、広州の観音山にある総統府を砲撃し、六・一六事変と呼ばれた。孫文は蔣介石や陳策などの護衛の下で永豊に乗って広州を離れ、上海に撤退した。1926年、蔣介石が北伐を発動して湖南に進出して中国統一したが、連省自治の主張は下火となった。
21世紀に入ってからの中華連邦主義の登場は、連省自治の思想に端を発している。

## 思想沿革
- 顧炎武
- 黄宗羲
- 章炳麟、1899年に「藩鎭論」「分鎮論」を書き、地方権力強化を主張した。
- 梁啓超、1901年、ルソー学術誌に、スイスをモデルに、地方自治を勧めている。
- 宋教仁
- 康有為、「諸子百家梁啓超などインド亡国は各省の自立書」によると、インド独立を例に挙げ、地方自治に反対した。
- 唐徳昌、『連邦自治と現在の中国』、『パシフィック・ジャーナル』第3巻第7号、1922年9月。

## 省憲運動(1920年-1926年)
1920年、北京で二つの連合組織、「各省区自治連合会」と「自治運動同志会」が出現した。天津市では、「五省一区自治運動連合事務所」が成立し、上海では、「旅沪各省自治連合会」が成立した。1921年に湖南省が「湖南省憲法草案」を出して以来、浙江・雲南・四川・広東では省憲が制定された 湖北・広西・貴州・陝西省、山西省、河西省、江西省、江蘇省なども、制憲自治を積極的に推進した。章炳麟はこの連邦主義運動を「連省自治」と呼んだ。

### 湖南自治運動
譚延闓が湖南省を去った後も、趙恒惕が湘軍総司令官を務め、「連治」政策を推進している。1920年12月下旬、趙恒惕は「省自治法」を発表し、四川・陝西・雲南・浙江などを軍閥統治から復旧させた。「湖南省憲法」は1921年に公布、1922年1月に施行され、省長を趙恒惕、省務院長を李剣農が務め、湖南省は初の自治省となった。趙恒惕は1922年9月、湖南省初の民選省長に当選した。
中国の湖南省の左派の人々が推進し、毛沢東・彭璜・張文亮を頂点にしている。1920年代、毛沢東は「由省建国」という分離主義理念を発表し、「湖南共和国」の建国と、中国各省が独立することを主張した。「最良の方法は、中国全土での統治ではなく、各省を単純に分割し、各省の地方で統治を行う『各省人民自决主義』を実行することだ。22省と3特区の合計27ヵ所の地方に分けられるのが望ましい。」「由省建国」の主張が近代分離主義思想の急先鋒となったことは、「連省自治」の理想とは全く異なる。「連省自治」は、各省が自ら改革して新しい中国を形成することを望んでいる。「由省建国」は省政府によって採択され、中国の存在の必要性を完全に否定する「湖南共和国」の設立が提唱されている。こうした左派の主張は、ロシアの十月革命の成功の影響を受け、「大国は世界統一の必然的な過程に達している。」とし、「湖南共和国の建国は、世界統一の手段である。」と考えた。そのため湖南省とその他の各省は『中華民国』の版図からすべて分離独立しなければならないと主張した。独立建国の目的を達成するために、彼らは湖南人の独立した民族性を作り出すことで、自らの建国にふさわしい理論形成を目論んだ。
毛沢東は1920年10月に大公報で、「私の主張する『湖南国』を支持する人は、『湖南省の省』を『国』に変える必要はない。 『半自治』ではなく、『全自治』を得よう。」と主張した。

### その他の「連治」運動

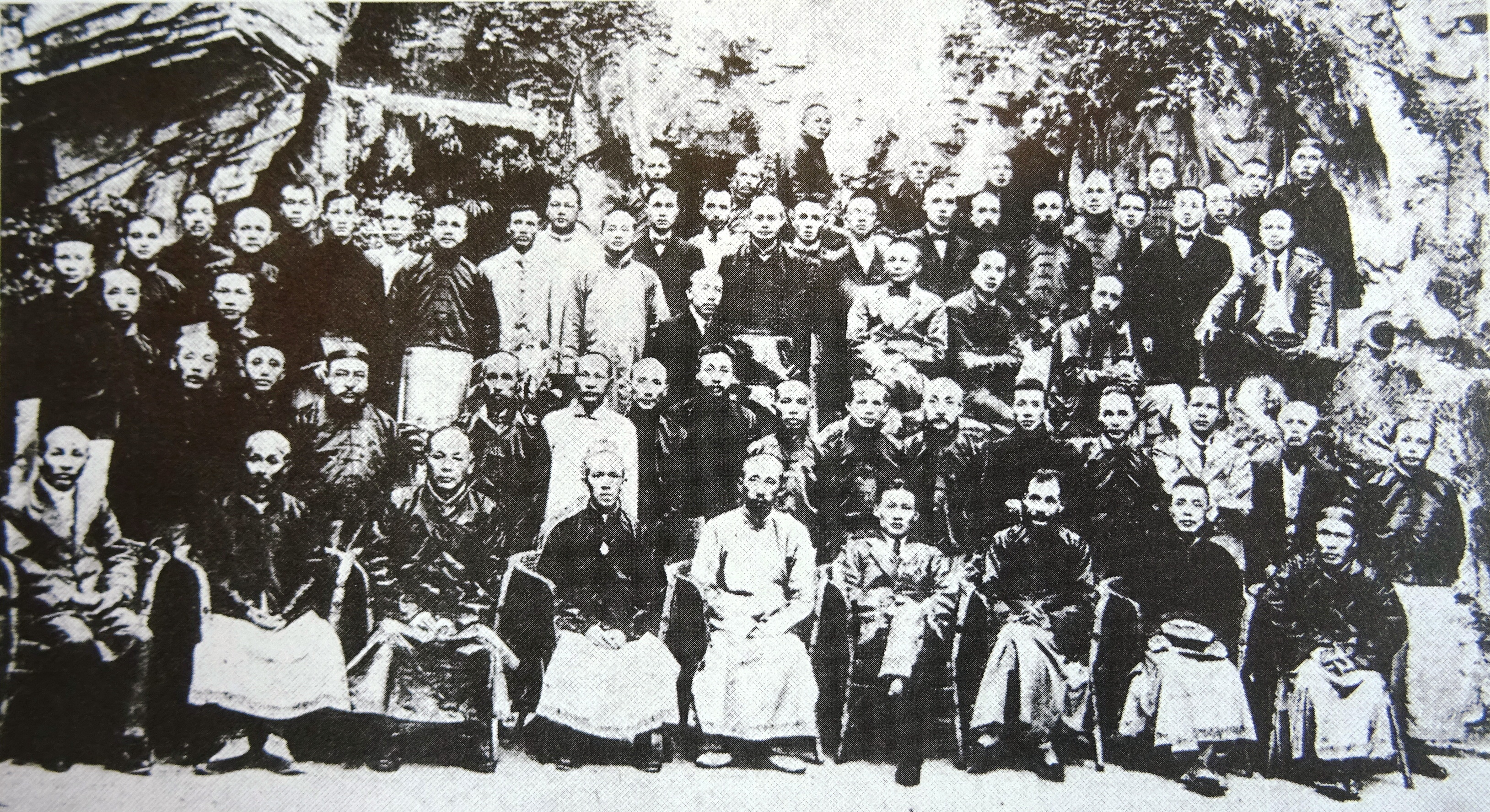
1921年8月に陳炯明が広東省で民選県長を行い、約百人の県長が誕生した。一部県長当選者の写真。

- 江蘇省など十二省と北京市の代表で構成された「各省区自治連合会」
- 直隷など11省の代表者で構成された「自治運動同志会」
- 天津で成立した「陝西等五省一区自治運動連合事務所」
- 上海で成立した「旅沪各省区自治連合会」
- 四川省は劉存厚・熊克武・劉湘の3派閥が存在した。1920年11月、劉湘らは「本川人治川の精神に基づき、地方自治を実施する。」という内容の「川局善後解決法」を提示した。1921年2月21日、劉湘は四川の完全自治を宣言し、「連治」の主張に最初に応じたと明らかにした。
- 貴州省の蘆涛
- 雲南省の唐継尭、顧品珍。唐継尭は連省自治に応じて「雲南省政府暫定組織大綱」を制定した。
- 広西省の陸栄廷
- 広東省陳炯明は「粤人治粤」・「民選県長」をスローガンに、広東省憲運動の前哨になった。1921年12月19日, 国会は「広東省憲法草案」を可決した。
- 福建省。1922年12月14日、福建省議会は、福建省議会が州憲法改正の発議を通じて、福建憲法の発足を公式に宣言した。1925年1月13日、省議会は,福建省憲法と福建省憲法施行法を公布した。段祺瑞は1月30日、「国憲はまだ解決されておらず、省憲は福建憲章の効力を一時的に猶予しなければならない」という内容の電話通知文を送った。福建省軍務督辦周萌人と、福建省長薩鎮氷が共同で「福建省憲法は違法であり、拒否されるべきだ。」と発表した。これに伴い福建省憲法は失敗し、省議会は1926年に解散した。
- 江蘇省-1921年、実力者達は、江蘇省の第3期国会で江蘇省憲法を指定しようとしたが、内部分裂を起こして、南張派の張孝若は議長への賄賂や、世論を使って圧力をかけ、江蘇省憲自治運動は深刻な影響を受けた。
- 安徽省
- 湖北省
- 江西省の陳光遠は省憲会議を江西省議会に招集することを許可した。
- 浙江省は1921年4月、浙江省憲法会議組織法を可決させた。都督盧永祥は6月4日、「地方分権」を主張し、「省憲定自治の土台として、国憲保統一の旧法に従い、「連治」と付和を主張した。9月9日、省憲法会議は、「中華民国浙江省憲法」と「中華民国浙江省憲法施行法」が9日、公布された。これは、民国の時期における第一部憲法であり、その後15の附属法が可决された。
- 陝西省陳樹藩は1921年6月20日北京政府に「連治」という旗で対抗することを提案した。
- 張作霖は1922年5月1日、「東北自治」を宣言した。

## 否定的な論評
北伐以前から、既に孫文は「連省自治運動」に対して強く批判的であった。孫文は「民権主義第四講」で、「中国分断を図る軍閥勢力は野心家であり、各省の地方を切り取って勢力下としている。雲南省の唐継尭、湖南省の趙恒惕、広西省の陸栄廷、広東省の陳炯明、このような連合省は、軍閥の連省であり、人民自治の連省ではない。これは中国でなく、権力者にとって有益であり、分別して考える必要がある。」と主張している。